# Pick City
La ville de Pick City est située dans le comté de Mercer, dans l’État du Dakota du Nord, aux États-Unis. Sa population s’élevait à 123 habitants lors du recensement de 2010, estimée à 136 habitants en 2018.

## Histoire
Pick City a été fondée en 1946.

## Démographie
| 1950 | 1960 | 1970 | 1980 | 1990 | 2000 |
| ---- | ---- | ---- | ---- | ---- | ---- |
| 294  | 101  | 119  | 182  | 203  | 166  |

| 2010 | - | - | - | - | - |
| ---- | - | - | - | - | - |
| 123  | - | - | - | - | - |

## Source
- (en) Cet article est partiellement ou en totalité issu de l’article de Wikipédia en anglais intitulé « Pick City, North Dakota » (voir la liste des auteurs).